# Northbridge, New South Wales
Northbridge este o suburbie în Sydney, Australia.